# FIAT (automobilka)
FIAT (původně zkratka z Fabbrica Italiana Automobili Torino), Fiat Automobiles S.p.A, byl do 12. října 2014 původní název automobilového koncernu, založeného v Turíně v Itálii v roce 1899 (jedna z nejstarších továren v Evropě). V roce 2024 je značka Fiat součástí automobilového koncernu Stellantis. 
Byl to největší výrobce automobilů v Itálii. Koncern Fiat SpA vznikl rozdělením původní společnosti Fiat Group a fungoval do roku 2014, kdy proběhla fúze s Chryslerem a vznikl nový název společnosti Fiat Chrysler Automobiles (FCA) až do roku 2021, kdy proběhlo sloučení s francouzskou Groupe PSA do společnosti Stellantis.

## Historie

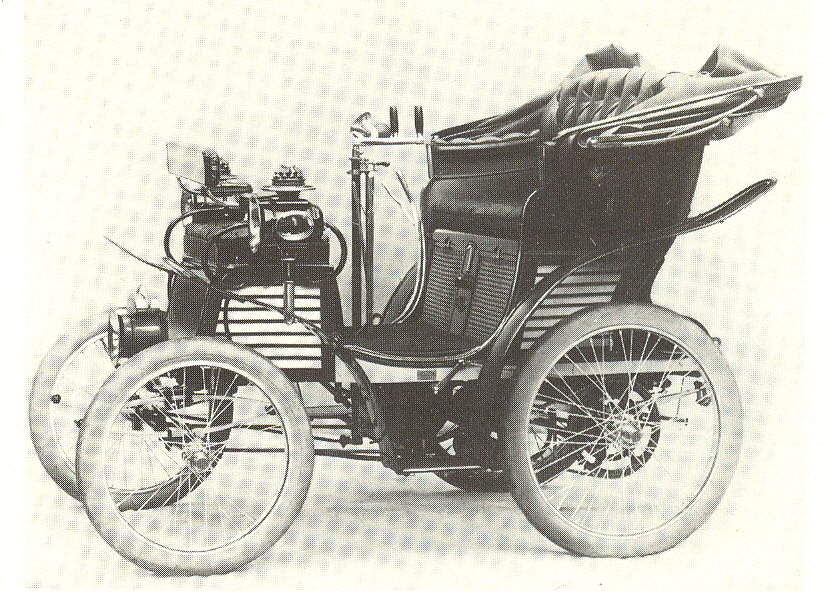
Fiat 4 HP: první model značky

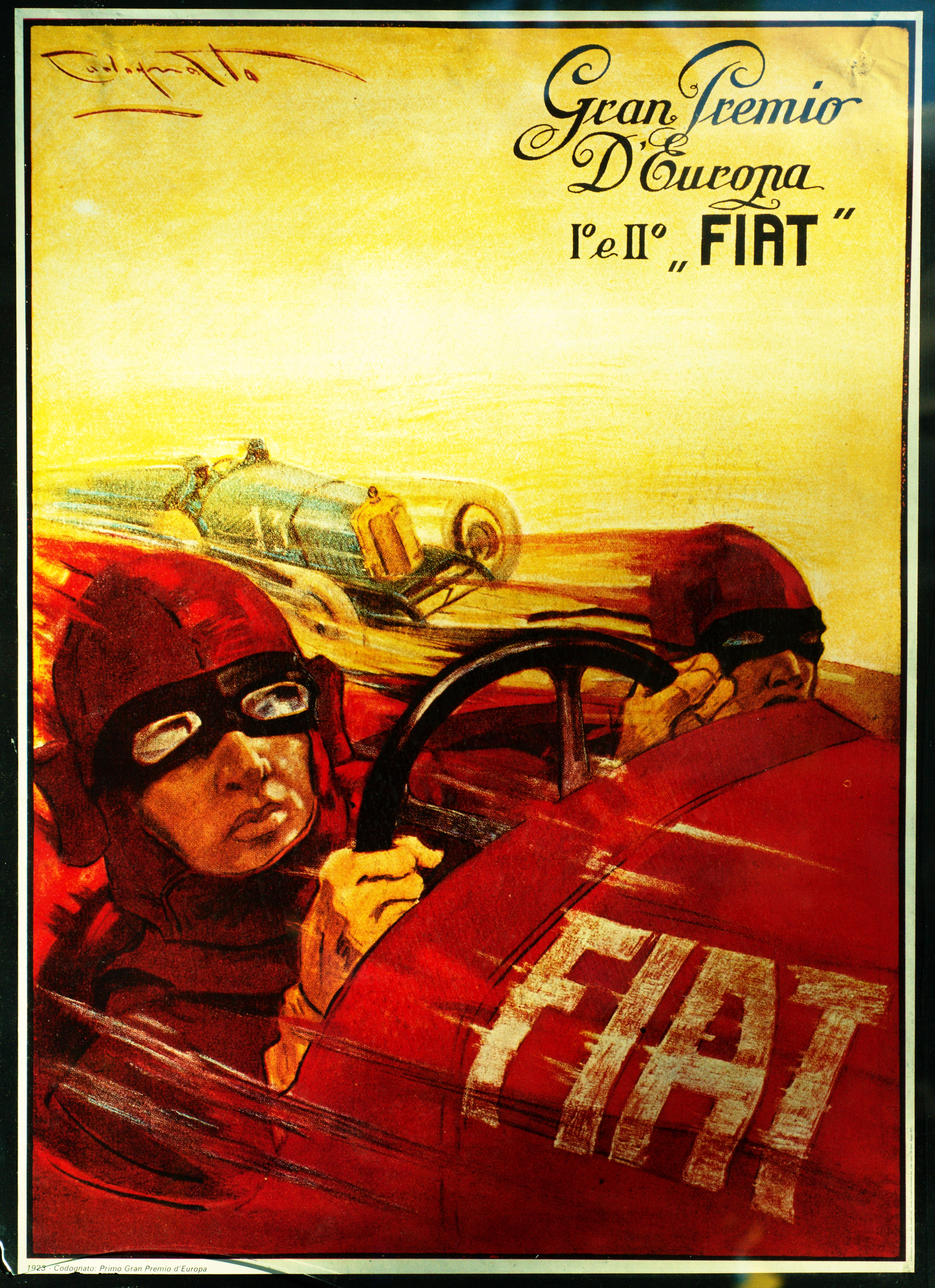
Fiat - plakát nabízený na bleším trhu v sicilské Catanii.

FIAT zahájil svou produkci automobilů modelem Fiat 4 HP (označovaný též jako 3 ½ HP nebo 3 ½ CV) (1899–1900), dodnes se zachovaly nejméně 4 kusy, jeden z nich je v muzeu automobilky v Turíně. Krátce nato následovaný modely 6 HP (1900–1901) a 8 HP (1901–1902). Od roku 1903 se vyráběl typ 12 HP, který jako první měl na štítku s výrobním číslem zkratku FIAT s charakteristickými písmeny. I když firma měla ve srovnání s jinými automobilkami té doby od počátku k dispozici velké moderní tovární haly, zpočátku se vyráběly jen desítky kusů aut ročně, např. typu Fiat 4 HP se vyrobilo celkem 24 kusů, typu 8 HP 80 kusů a typu 12 HP celkem 106 kusů.

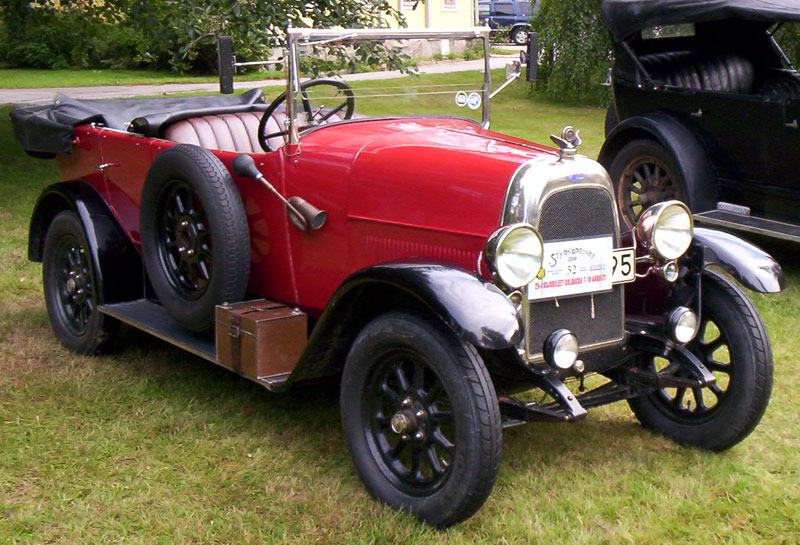
Fiat 501 Torpedo 1925

Následovala řada dalších modelů, zde jsou uvedené jen některé významné. Od roku 1908 Fiat vyráběl speciální taxíky, které se osvědčily zejména v New Yorku, Londýně a Paříži. Jejich hlavní výhodou byla na tu dobu nízká spotřeba paliva, asi 10 l/100 km. Velmi úspěšný byl model Fiat 130 HP, který v letech 1907 a 1908 zvítězil v závodě Kaiserpreis (1907), v Grand Prix Francie (1907), ve 4. ročníku Coppa Florio (1908) a v 1. Grand Prize Race of the Automobile Club of America (Závod o velkou cenu Automobilového klubu Ameriky 1908).
Fiat S76 Record, později znám také pod označením FIAT 300 HP Record, je automobil vyrobený v roce 1911 v dílně automobilky FIAT za účelem překonání pozemního rychlostního rekordu. V roce 1911 byla s tímto vozem překročena rychlost 200 km/h, v roce 1912 dosažena nejprve rychlost 225 km/h (nebylo však uznáno jako rekord pro nesrovnalosti v registraci), později byl překonán rekord na jednu míli s průměrnou rychlostí 295 km/h.
Do začátku 1. světové války byla provedena řada významných změn v konstrukci, organizaci a řízení výroby (sjednocení součástí vozů a redukce počtu součástek, zavedení svařování ad.). To umožnilo ihned po skončení války zahájit výrobu nového modelu 501 (1919–1926), kterého se vyrobilo již 47 600 kusů.
V letech 1927 až 1929 bylo při výrobě karoserií dřevo nahrazeno kovem. Model 514P (1929–1932) měl kromě kovové karoserie jako první hydraulické tlumiče a vyráběl se v řadě dvoudveřových a čtyřdveřových provedení (spider, kupé, sedan, torpédo ad.). Jako zajímavost lze uvést, že byl licenčně vyráběn také v ČSR firmou Walter pod označením „Bijou". V roce 1932 začala výroba dalšího významného modelu 508. Vyráběl se až do roku 1937. Licenčně ho opět vyráběla firma Walter pod názvem „Junior" (ceny začínaly od 27 500 Kč pro verzi dvoudvéřový sedan), dále se vyráběl v automobilovém průmyslu Polska, (vůz Polski Fiat 508 byl  a nejoblíbenější automobil konce 30. let v Polsku), Německu (NSU-Fiat) a Francii (Simca-Fiat). Celkem se vyrobilo 113 000 kusů.
V roce 1935 se začal vyrábět Fiat 1500 s celokovovou karoserií. Byl to jeden z prvních vozů testovaných v aerodynamickém tunelu, proto měl mimo jiné zapuštěné kliky dveří, světlomety v blatnících a celkově nízký aerodynamický odpor. S maximální rychlostí 115 km/h šlo o první sériový Fiat, který překročil rychlost 100 km/h. V historii automobilky Fiat existují dva modely označené číslem „1500“. Zde popsaný model (Fiat 1500 (1935) a v 60. letech 20. století vyráběný, zcela nesouvisející model, označený též Fiat 1500, součást modelové řady Fiat 1300/1500.)
Přelomovým vozem se však stal model Fiat 500 Topolino (myška), první skutečně lidový vůz a předchůdce poválečných modelů Fiat 500 a Fiat 600, které se zásadním způsobem podílely na motorizaci Itálie a vyráběly se i v dalších zemích. Topolino navrhl Dante Giacosa v roce 1935 a vůz se vyráběl až do roku 1955! Celkem se ho vyrobilo 520 000 kusů.
Poslední předválečný vůz (vyráběný ve větším počtu) byl Fiat 508 C (navazující svým označením i některými konstrukčními prvky na starší model Fiat 508 z roku 1932) nazývaný též Balilla 1100 nebo Nuova Balilla 1100 z roku 1937. Vylepšená varianta se od roku 1939 zjednodušeně nazývá Fiat 1100 a vyráběl se (s určitými modifikacemi) až do roku 1950. Obdobně jako v případě Fiatu 1500 existují zde popsaný předválečný model (Fiat 1100 (1937)) a v letech 1953 až 1969 vyráběný Fiat 1100, z kterého byla odvozena i užitková verze Fiat 1100 T, vyráběná od roku 1957.
V roce 1937 začala výstavba a v květnu 1939 byla otevřena nejmodernější a největší automobilka v Evropě: závod Mirafiori. Plná kapacita továrny však byla využita jen několik měsíců. Převod výroby na válečné účely znamenal drastické omezení výroby osobních automobilů a úplné zastavení vývoje nových modelů (naopak výroba nákladních automobilů výrazně vzrostla, postupně se vyráběly i další komponenty pro armádu).
Konec 2. světové války zanechal závody FIAT v hromadách suti. První automobily začaly opouštět továrny již na konci roku 1945. Vyráběly se tři základní modely: 500 „Topolino“, 1100 a šestiválcový 1500. Produkce velkého typu 2800 se zrušila. Teprve v roce 1948 a díky podpoře Marshallova plánu byla dokončena rekonstrukce všech továren a výroba se plně obnovila.
Koncem června 1948 se začal vyrábět modernizovaný FIAT 500 B. Motor byl upraven, přešel z ventilového rozvodu SV na modernější a účinnější OHV. Výkon se zvýšil z 13 na 16 k a maximální rychlost z 85 na 95 km/h. Karoserie vypadala prakticky beze změn. O necelé tři měsíce později, v září 1948, se začalo vyrábět první kombi italské masové produkce, FIAT 500 B "Giardiniera". Přední část a pohonná soustava byly totožné s modelem FIAT 500 B. Od A sloupku mělo velmi originální karosérii (nazývanou "Giardiniera") s dřevěnými stranami. Mělo 4 "skutečná" sedadla a kufr. "Zmodernizovány" byly i větší modely FIAT 1100 a 1500 přejmenováním na FIAT 1100 B a FIAT 1500 D.

## Osobní automobily
Uveden rok zahájení výroby prvního modelu v rámci dané modelové řady.

### 1936–1965
- 1936 Fiat 1500 (1935)

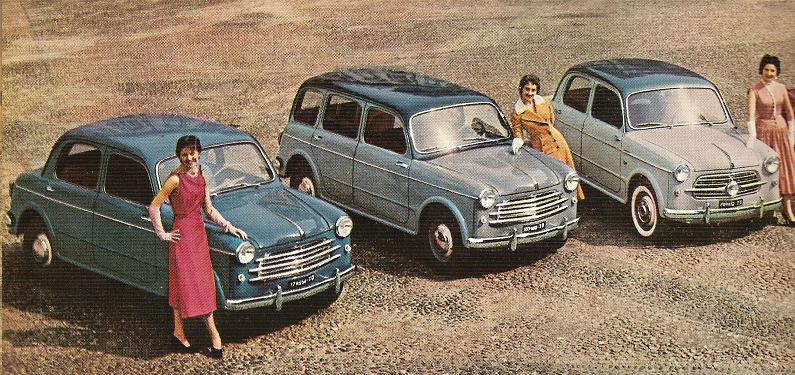
Fiat 1100 (1955): verze TV (Turismo Veloce), Familiare (kombi) a Berlina (sedan)

- 1937 Fiat 508 C Balilla 1100: Fiat 1100 (1937)
- 1937 Fiat 500 Topolino
- 1938 Fiat 2800
- 1948 Fiat 500
- 1950 Fiat 1400
- 1952 Fiat 1900
- 1952 Fiat 8V
- 1953 Fiat 1100
- 1955 Fiat 600
- 1957 Puch 500 (Fiat 500)
- 1957 Bianchina
- 1957 Fiat 1200
- 1959 Fiat 1800
- 1959 Fiat 2100
- 1961 Fiat 2300 Berlina, Coupé, S Coupé
- 1961 Fiat 1300 a 1500
- 1964 Fiat 850

### 1966–1989
- 1966 Fiat 124
- 1966 Fiat 124 Sport Spider
- 1966 Fiat Dino
- 1967 Fiat 125
- 1969 Fiat 128
- 1969 Fiat 130
- 1971 Fiat 127
- 1972 Fiat X1/9
- 1972 Fiat 132
- 1973 Fiat 126
- 1974 Fiat 133 (SEAT 133)
- 1974 Fiat 131

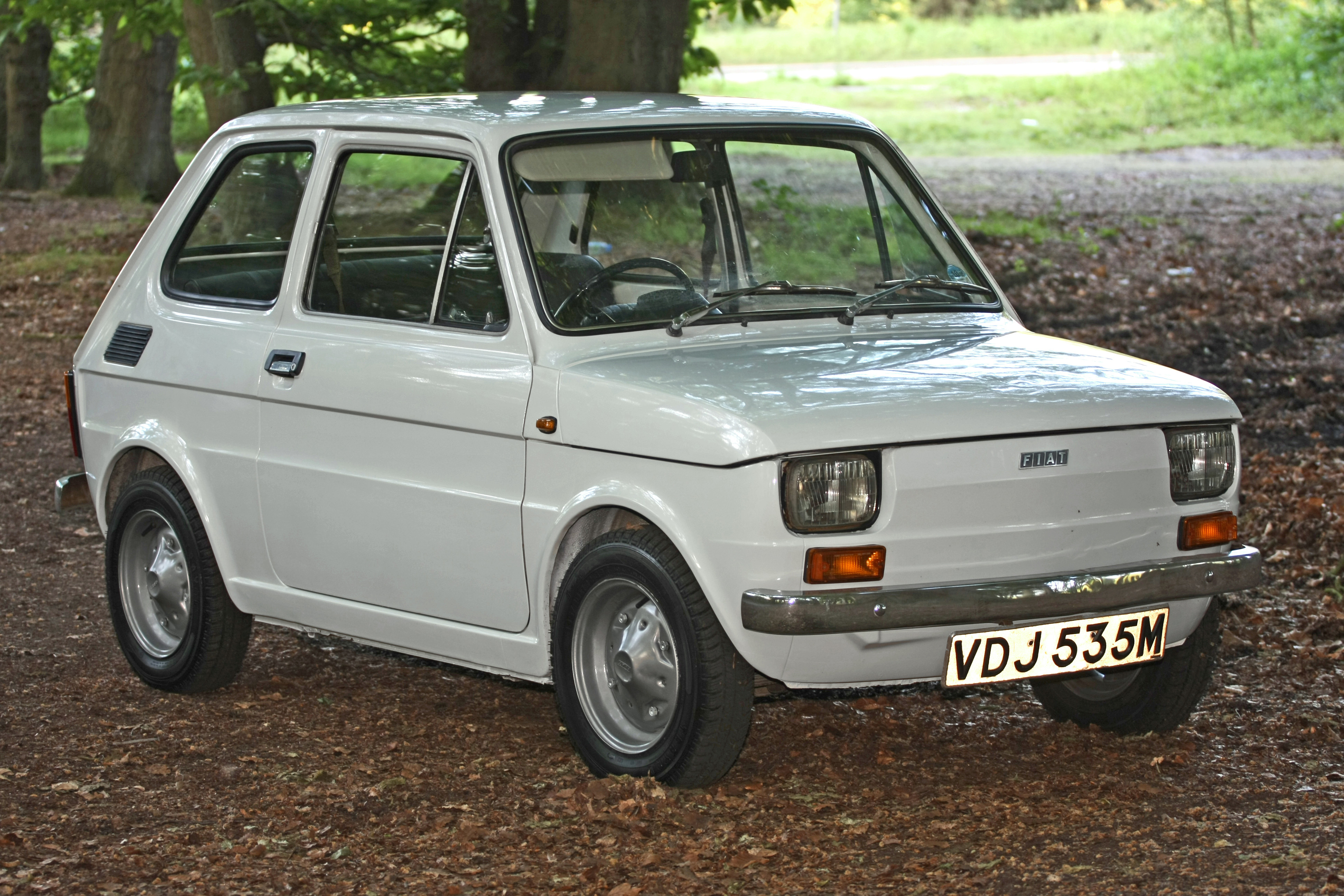
Fiat 126
Polski Fiat 126p

- 1978 Fiat Ritmo/Strada, SEAT Ritmo
- 1980 Fiat Panda (1. generace)
- 1981 Fiat Argenta
- 1983 Fiat Regata
- 1983 Fiat Uno
- 1985 Fiat Duna
- 1986 Fiat Croma
- 1988 Fiat Tipo

### 1990-2009

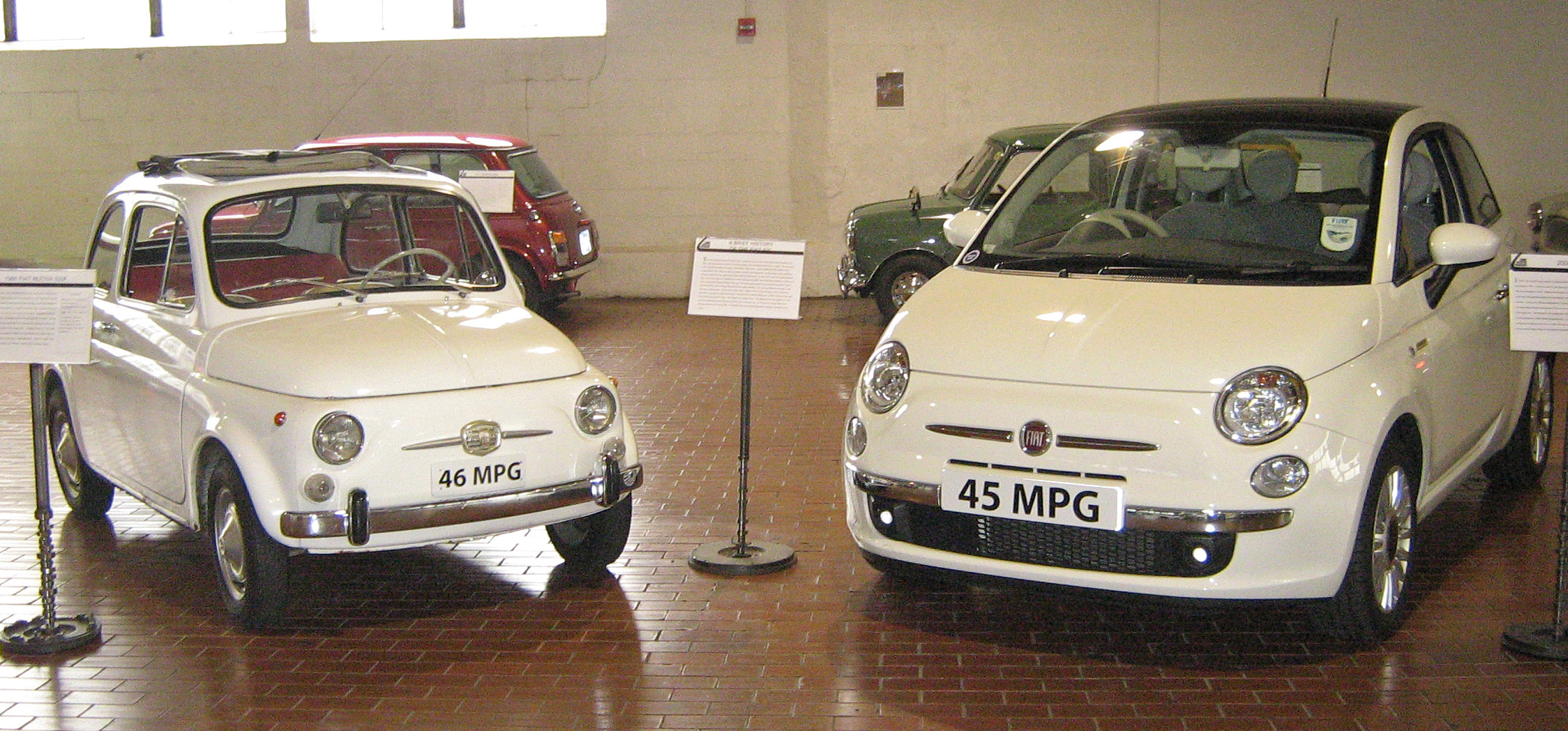
Fiat 500 F (1966) a Fiat 500 (2007): 0,5 m delší

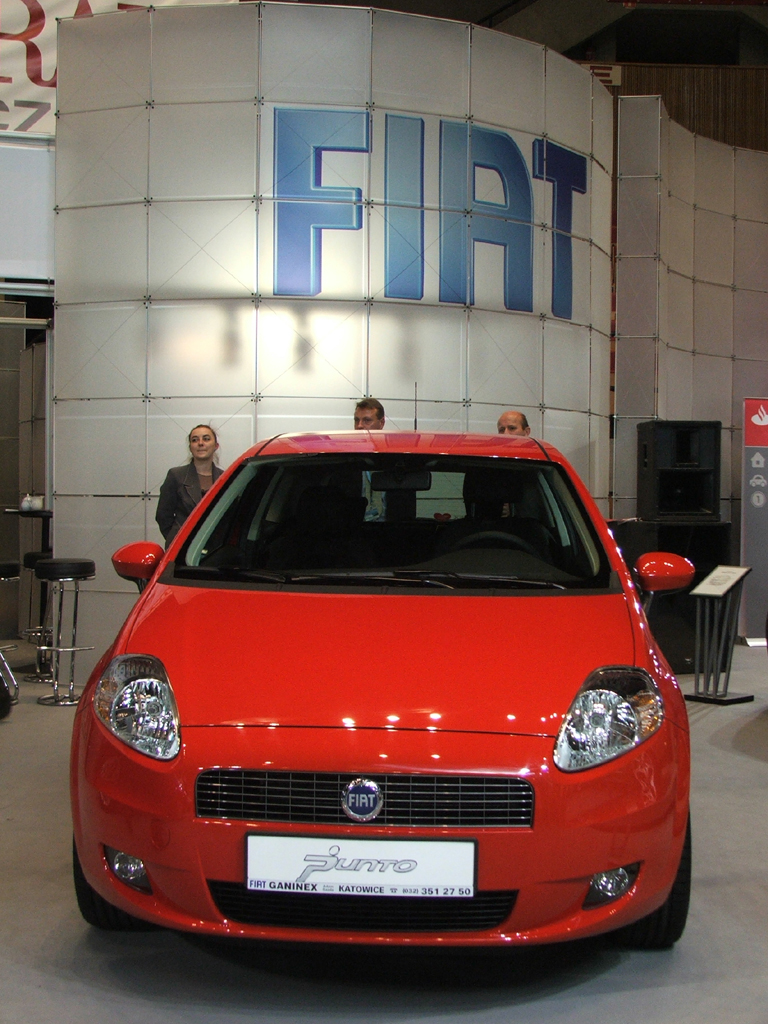
Fiat Grande Punto – Auto Moto Show Katowice 2006

- 1990 Fiat Tempra
- 1992 Fiat Cinquecento
- 1993 Coupé
- 1994 Fiat Punto (1. generace)
- 1995 Fiat Barchetta
- 1995 Fiat Brava
- 1995 Fiat Bravo
- 1995 Fiat Ulysse
- 1996 Fiat Palio
- 1996 Fiat Siena
- 1996 Fiat Marea
- 1998 Fiat Multipla
- 1998 Fiat Seicento
- 1999 Fiat Punto (2. generace)
- 2001 Fiat Stilo
- 2002 Fiat Albea
- 2003 Fiat Idea
- 2003 Fiat Panda (2. generace)
- 2005 Fiat Sedici
- 2005 Fiat Grande Punto
- 2007 Fiat Linea
- 2007 Fiat Bravo (2. generace)
- 2007 Fiat 500 (2007)

### 2011–dosud
- 2011 Fiat Panda (3. generace)
- 2011 Fiat Freemont (Dodge Journey)
- 2014 Fiat 500X
- 2015 Fiat Tipo (2015)
- 2016 Fiat Toro
- 2016 Fiat Mobi
- 2017 Fiat Argo
- 2020 Fiat Panda
- 2021 Fiat Scudo 3.generace
- 2022 Fiat Tipo
- 2022 Fiat 500x Hybrid
- 2022 Fiat Ulysse 3.generace
- 2024 Fiat Pandina

## Užitkové vozy
Většina užitkových vozů existuje i v osobní verzi.
- 1957 Fiat 1100 T: užitkový vůz vycházející z osobního vozu Fiat 1100
- 1965 Fiat 238
- 1974 Fiat 242
- 1977 Fiat Fiorino
- 1981 Fiat Ducato
- 1981 Fiat Talento (1. generace): zkrácená verze Ducato
- 1994 Fiat Scudo
- 1996 Fiat Strada (pick-up)
- 2000 Fiat Doblò
- 2016 Fiat Talento (2. generace): založen na Renault Trafic

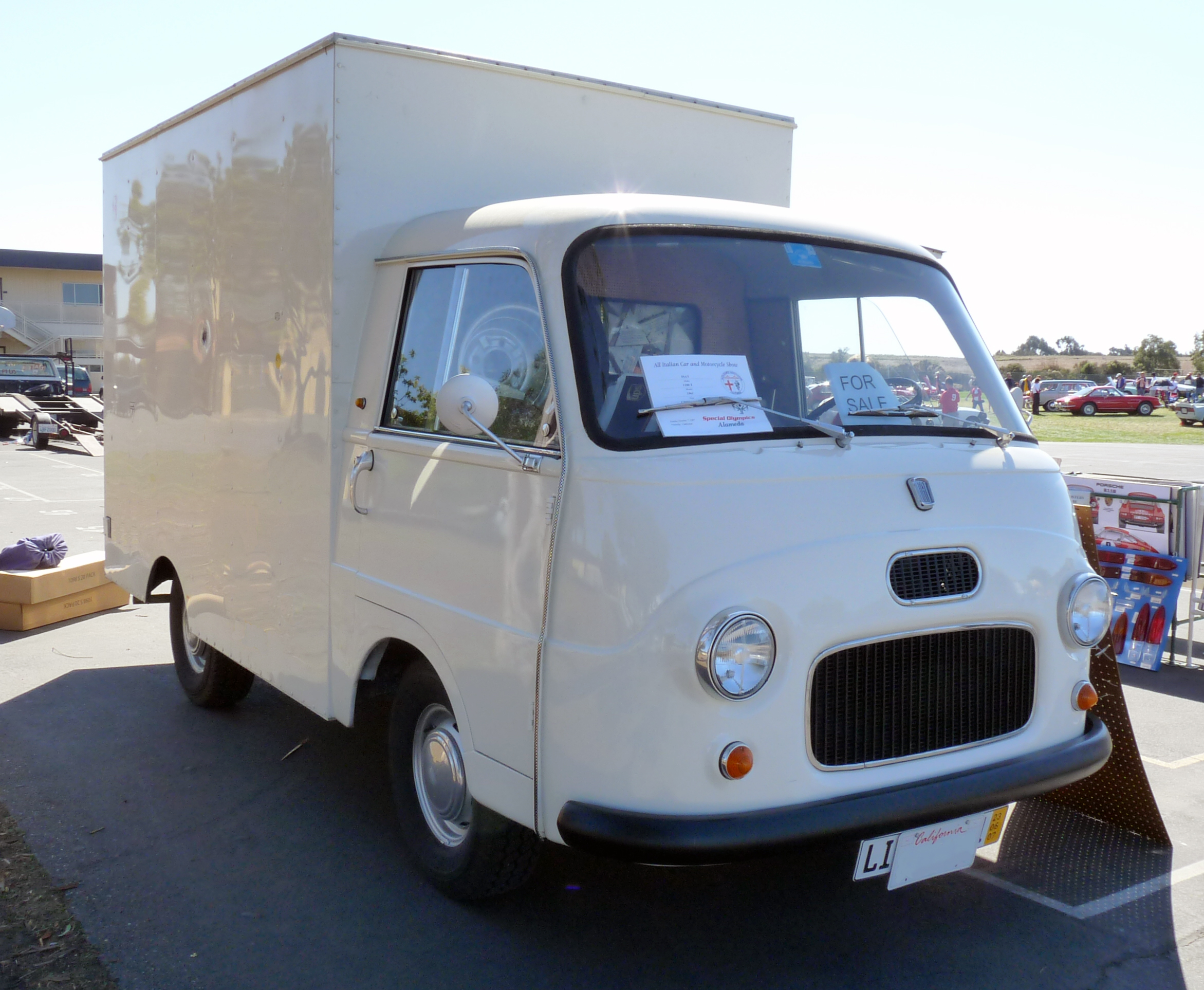
Fiat 1100 T
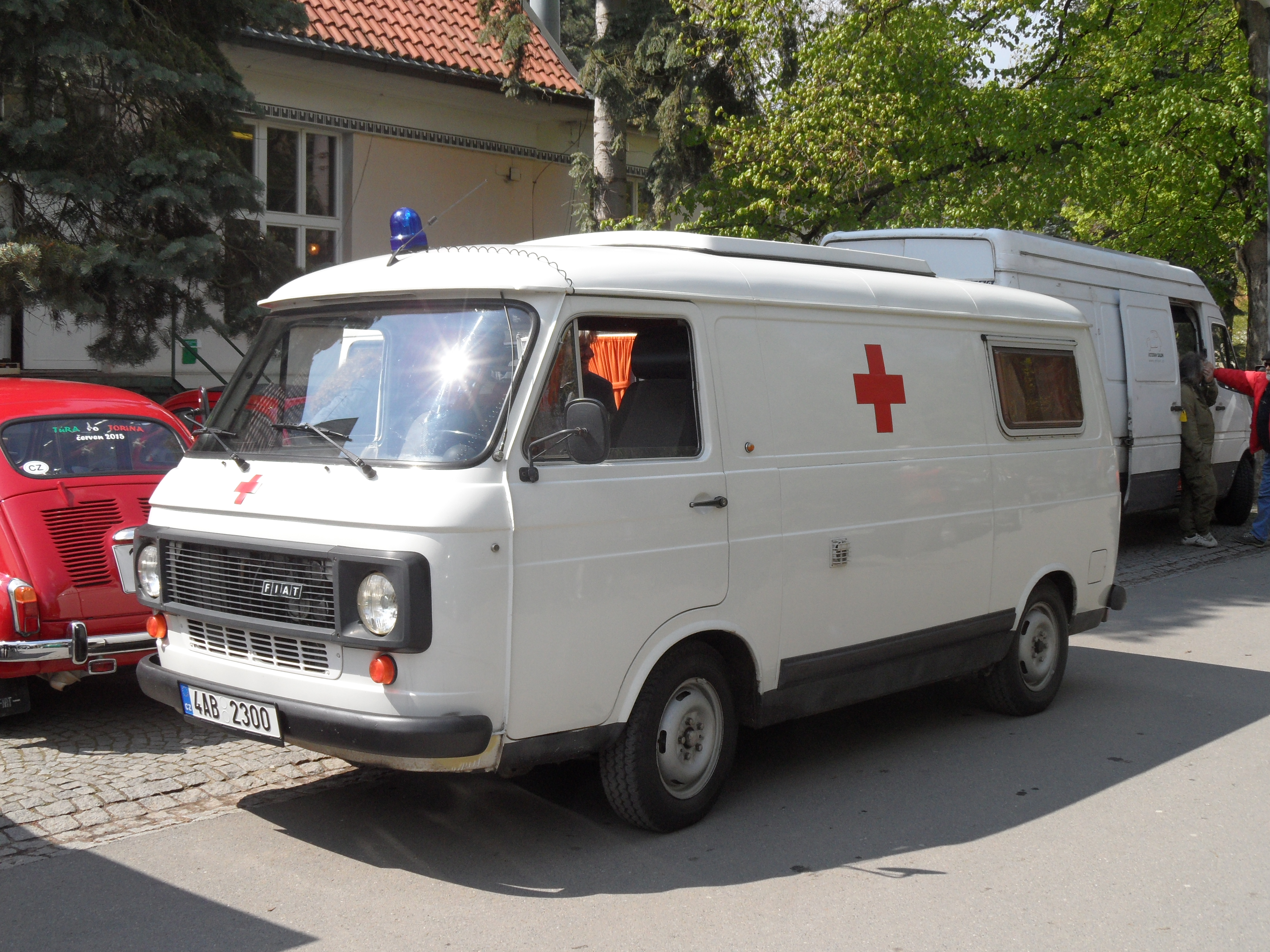
Fiat 238 E jako sanitka
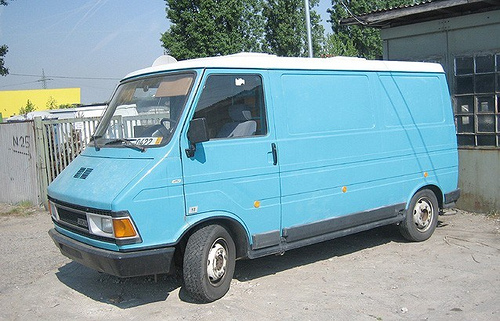
Fiat 242
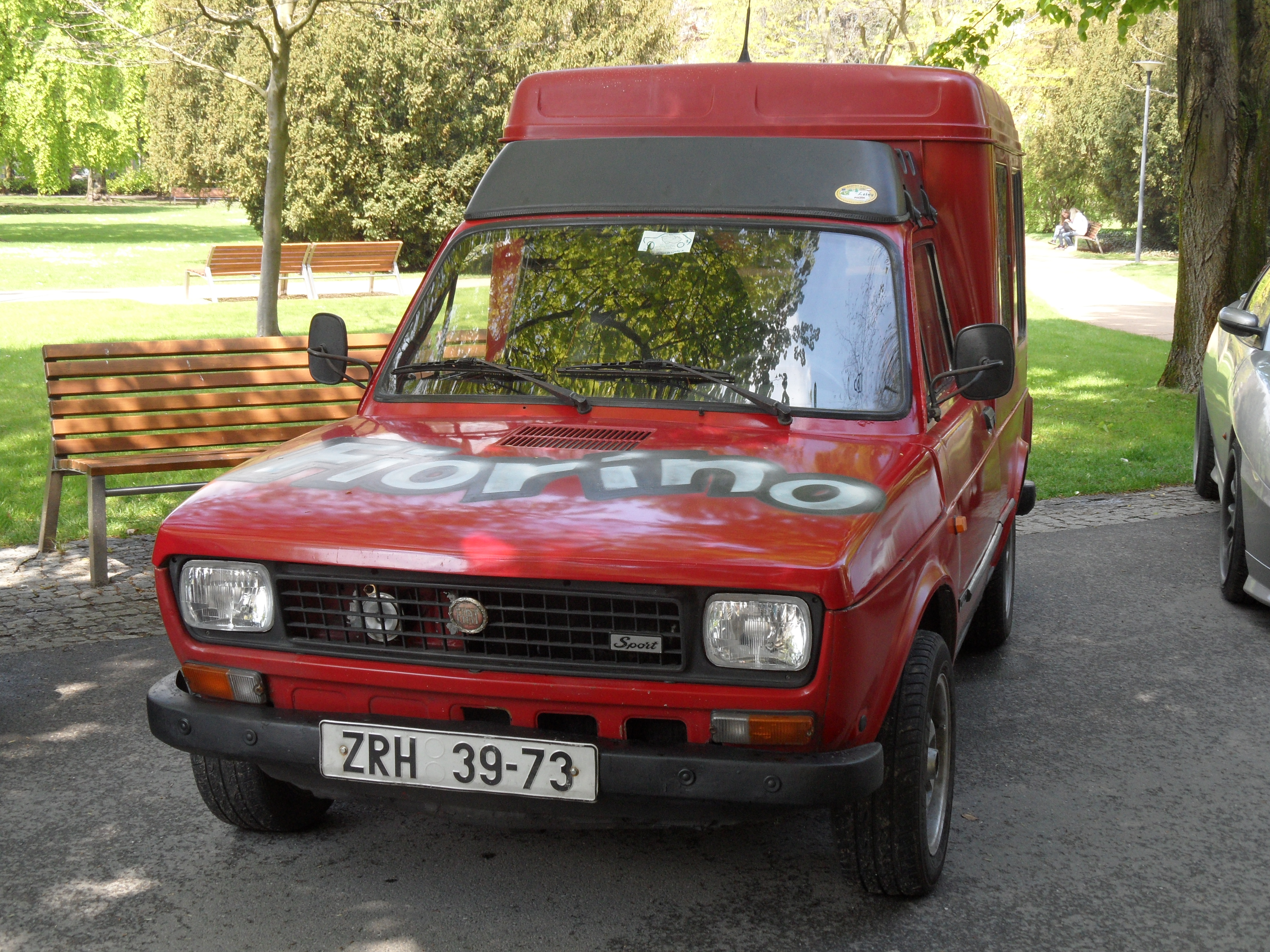
Fiat Fiorino
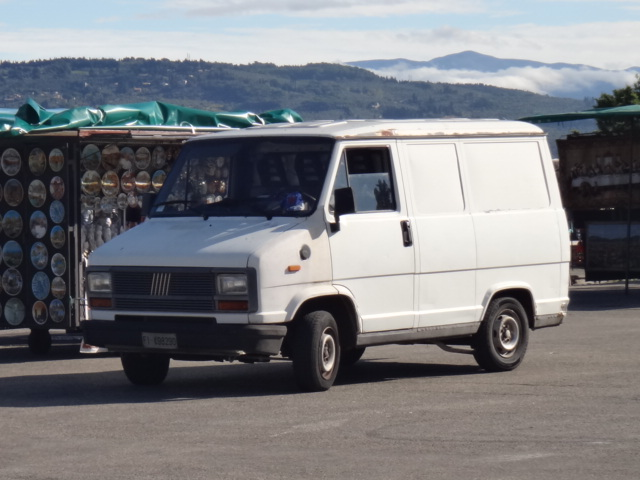
Fiat Talento 1. generace